# Sonia Draga
Sonia Draga, née le 31 octobre 1967 à Katowice (Pologne), est une femme chef d’entreprise polonaise, notamment patronne d’une maison d’édition qui porte son nom. Elle est également traductrice, photographe et auteur.

## Biographie
Sonia Sabina Draga est née le 31 octobre 1967 à Katowice (Silésie). Elle fait de 1987 à 1992 ses études supérieures à la faculté de commerce extérieur de l'Académie d'économie Karol Adamiecki (pl)  de Katowice, puis en 1997-1998 des études de troisième cycle à l'École supérieure de management et de droit (pl) de Varsovie.
En 1989 elle crée une entreprise spécialisée dans l'importation et la distribution d'équipements autoradio et Hi-Fi embarqué haut de gamme.
La maison d'édition qu'elle a créée en 2000 et qui porte son nom a édité de nombreux auteurs francophones, aussi divers que Jacques Expert, Delphine de Vigan, Justine Lévy, Yasmina Khadra, Yasmina Reza, Blandine Le Callet, Marie NDiaye, Roland Topor, Sorj Chalandon, Françoise Chandernagor, Valéry Giscard d'Estaing, José Frèches, Íngrid Betancourt, François Forestier, Marie-Amélie Picard, Philippe Labro, Katherine Pancol, Gérard Delteil, Daniel Hervouët, Michèle Lesbre, Christine Kerdellant, Jean-Marie Blas de Roblès, Joy Sorman. 
Elle exerce des responsabilités régionales et nationales tant au niveau patronal interprofessionnel (chambre de commerce et d'industrie de Silésie) que dans sa branche professionnelle (groupements d'éditeurs, direction de salons du livre).